# Georg Christian von Lobkowitz
Vorst Georg Christian von Lobkowitz (10 augustus 1686 - Wenen, 4 oktober 1755) was een Oostenrijks veldmaarschalk.

## Biografie
Hij stamde uit het adelsgeslacht Lobkowicz en was de zoon van vorst Ferdinand August (1655-1715) en Maria Anna Wilhelmine, markgravin van Baden-Baden (1655–1701). Hij begon zijn militaire loopbaan onder vorst Eugenius van Savoye in de Spaanse Successieoorlog en vervolgens in de Ottomaans-Venetiaanse Oorlog (1714-1718). In 1718 trouwde hij in Praag met Caroline Henriette von Waldstein (1702-1780), met wie hij 10 kinderen kreeg.
Een van zijn zonen was  Ferdinand Maria de Lobkowitz, die van 1779 tot 1795 bisschop van Gent was. Zijn dochter Eleonora was getrouwd met hertog Karel van Ursel (1717-1775).
In 1722 erfde hij enkele Boheemse heerlijkheden en werd hij de stichter van een tweede vorstelijke taak van het huis Lobkowicz. In 1729 werd hij Generalfeldwachtmeister in Napels, in 1732 gouverneur van Sicilië en in 1733 veldmaarschalk-luitenant. In 1734 werd hij Generaal der Cavalerie, in 1739 werd hij bevelhebber in Zevenburgen en werd hij tot ridder in de Orde van het Gulden Vlies benoemd. In 1742 werd hij tijdens de Oostenrijkse Successieoorlog tot veldmaarschalk in Bohemen benoemd. Van 1743 tot 1745 was hij gouverneur van Milaan en Parma.
Hij verdreef de Spanjaarden uit Rimini en keerde tijdens de Tweede Silezische Oorlog terug naar Bohemen. Uiteindelijk naam hij het bevel in Hongarije over. 